# Halosigmoidea parvula
Halosigmoidea parvula är en svampart som beskrevs av Zuccaro, J.I. Mitch. & Nakagiri 2009. Halosigmoidea parvula ingår i släktet Halosigmoidea och familjen Halosphaeriaceae.   Inga underarter finns listade i Catalogue of Life.